# Inhibition (album)
Inhibition è il primo album in studio del gruppo rock sperimentale statunitense Dot Hacker pubblicato nel maggio 2012.
La registrazione dell'album è stata completata nel 2009, ma fu ritardata al 2012 a causa di altri impegni dei membri della band, soprattutto di Josh Klinghoffer che è entrato nei Red Hot Chili Peppers.

## Tracce
1. Order/Disorder – 3:54
2. Idleidolidyl – 3:53
3. Eye Opener – 5:20
4. Discotheque – 5:11
5. Be Leaving – 5:04
6. The Earth Beneath – 6:11
7. Inhibition – 4:10
8. The Wit Of The Staircase – 5:42
9. Quotes – 5:07
10. Puncture – 6:48

## Formazione
- Josh Klinghoffer - voce, chitarra, tastiere, sintetizzatore
- Clint Walsh - cori, chitarra, tastiere, sintetizzatore
- Jonathan Hischke - basso
- Eric Gardner - batteria, percussioni